# Родосский, Андрей Владимирович
Андре́й Влади́мирович Родо́сский (род. 1957, Ленинград) — кандидат филологических наук, доцент СПбГУ, специалист по португальскому языку и литературе, теории и практике перевода, поэт, переводчик.

## Биография
Окончил филологический факультет ЛГУ в 1982 году. В 1982—1995 гг. преподавал португальский и английский языки на кафедре иностранных языков факультета повышения квалификации общенаучных дисциплин СПбГУ. В 1991 году защитил кандидатскую диссертацию по теме «Поэзия Алмейды Гаррета». В 1991—1994 гг. был редактором редакции литературно-драматических программ на радио (ВГТРК Санкт-Петербург). С 1996 по 2010 — доцент кафедры истории западноевропейской и русской культуры исторического факультета СПбГУ. С 2000 года по настоящее время — доцент кафедры романской филологии филологического факультета СПбГУ. Читает курсы по всем аспектам португальского языка, по теории и практике перевода.
Принимал участие в работе Центра португальско-бразильских исследований. Член-корреспондент Международной академии португальской культуры (порт. Academia Internacional da Cultura Portuguesa)
Член Союза писателей России с 2000 года. Действительный член Русского генеалогического общества. Один из основателей и главный редактор литературно-художественного журнала «Сфинкс».

## Признание
- Премия Союза писателей России «Хрустальный стих» (2000)
- Медаль «Лучшие люди России» и статья в одноимённой энциклопедии (2004)[2]
- Медаль «За заслуги в сохранении русской культуры» (2012)[1]